# Oreomyrrhis andicola
Oreomyrrhis andicola là một loài thực vật có hoa trong họ Hoa tán. Loài này được (Kunth) Endl. ex Hook. f. mô tả khoa học đầu tiên năm 1846.